# جامعه بيكوز
جامعة بيكوز (بالتركية: Beykoz Üniversitesi)‏ هي جامعة خاصة وقفية تقع في مدينة اسطنبول ، تركيا . تم تأسيسها في تاريخ 20 آب 2016 مع 3 جامعات جديدة أخرى.  
هدف جامعة بيكوز:
أن تكون جامعة عالمية رائدة ومتميزة تضيف قيمة إلى التعليم والمجتمع.
رؤية جامعة بيكوز:
تهدف جامعة بيكوز إلى تخريج أفراد مؤهلين ومجهزين علميا ومهنيا لتمكينهم من تطوير مهاراتهم في البحث وحل المشكلات وتطوير وعيهم ومهاراتهم.
تم تأسيس جامعة بيكوز خلفًا لمدرسة بيكوز المهنية للخدمات اللوجستية (Beykoz Lojistik Meslek Yüksekokulu) على يد مؤسسة تدعى اختصارا TÜRLEV. 

## الحرم الجامعي لجامعة بيكوز
تمتلك جامعة بيكوز 5 أحرم جامعية هي:
1. حرم كافجيك: يقع في منطقة كافجيك في اسطنبول الآسيوية ويضم معهد الدراسات العليا، كلية الاقتصاد وإدارة الأعمال، كلية العلوم الاجتماعية، مدرسة الطيران المدني.

1. حرم درجة البكالوريوس (الليسانس):

يقع في منطقة كافجيك ايضا و يضم كلية الفنون والتصميم وكلية الهندسة والعمارة.
1. حرم المعامل والمختبرات الخاصة ببرامج البكالوريوس: ويضم ورشة الرسم، معمل الأنظمة الرقمية، معمل الفيزياء، معمل الأنظمة المدمجة، معمل أنظمة التصنيع والروبوتات، مركز ممارسة علم النفس العيادي.

1. حرم التحضير للغات الأجنبية: ويضم مدرسة تعليم اللغة الانكليزية ، وكلية فنون الطهي والمدرسة المهنية لتعليم الطبخ.

1. حرم تشوبوكلو Çubuklu : يحتوي على جميع المدارس المهنية ماعد المدرسة المهنية لفنون الطبخ.

5. الحرم الإداري ويحوي ضمنه جميع الوحدات الادارية في جامعة بيكوز.

## انظرا ايضا
1. ↑  These are Istanbul Kent University، كلية أزمير باكيرشاي and İzmir Democracy University